# Alfred Saker
Pour les articles homonymes, voir Saker et collège Alfred Saker.
Alfred Saker est un  missionnaire chrétien baptiste britannique, né le 21 juillet 1814 à Wrotham (Angleterre) et mort le 12 mars 1880 à Peckham (Angleterre).

## Biographie
Alfred Saker est né le 21 juillet 1814 à Wrotham, en Angleterre . Le 4 janvier 1834, à 19 ans, il est baptisé par M. Fremling dans l’église baptiste de son village. En octobre 1839, il est envoyé pendant 9 mois à Deptford dans un chantier naval, pour superviser la construction de machines. En 1840, il se marie avec Helen Jessup.

### Ministère
En 1843, avec sa femme, il est engagé comme missionnaire par la Société missionnaire baptiste et prend un bateau pour la Jamaïque, avant d’arriver à Port Clarence (Malabo) sur Fernando Poo (île de Bioko, Guinée équatoriale) en 1844 . En 1845, il rejoint Douala au Cameroun et y fonde une école . En 1849, Alfred Saker fonde l’église baptiste Béthel .
Alfred Saker fonde la ville de Victoria (aujourd'hui Limbé) au Cameroun en 1858.
Dans ces actions d'évangélisation, il traduit la Bible en langue douala.

## Distinctions
Un monument à sa mémoire a été érigé à Limbé, à l'occasion du centenaire de la ville (1858-1958).
Les lieux suivants portent son nom:

### Limbé
- Collège Baptiste Saker
- Église baptiste Alfred Saker

### Douala
- Collège Alfred Saker Deïdo
- Rue Alfred Saker à Douala

L'épithète spécifique de l'espèce Impatiens sakeriana rend hommage à Alfred Saker qui accompagne l'explorateur Richard Francis Burton et le botaniste Gustav Mann dans leur ascension du mont Cameroun en 1861.

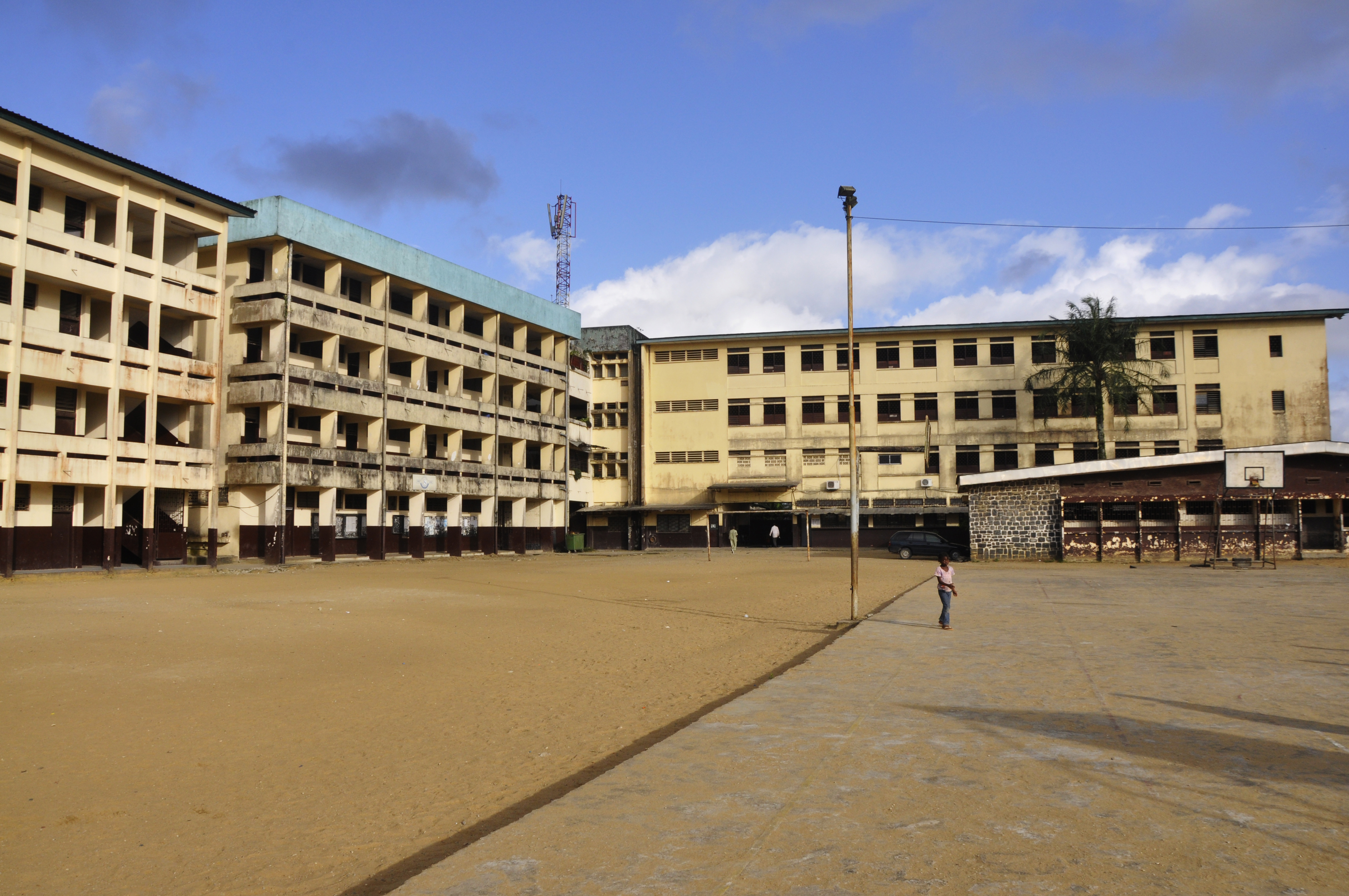
Collège Alfred Saker à Douala.
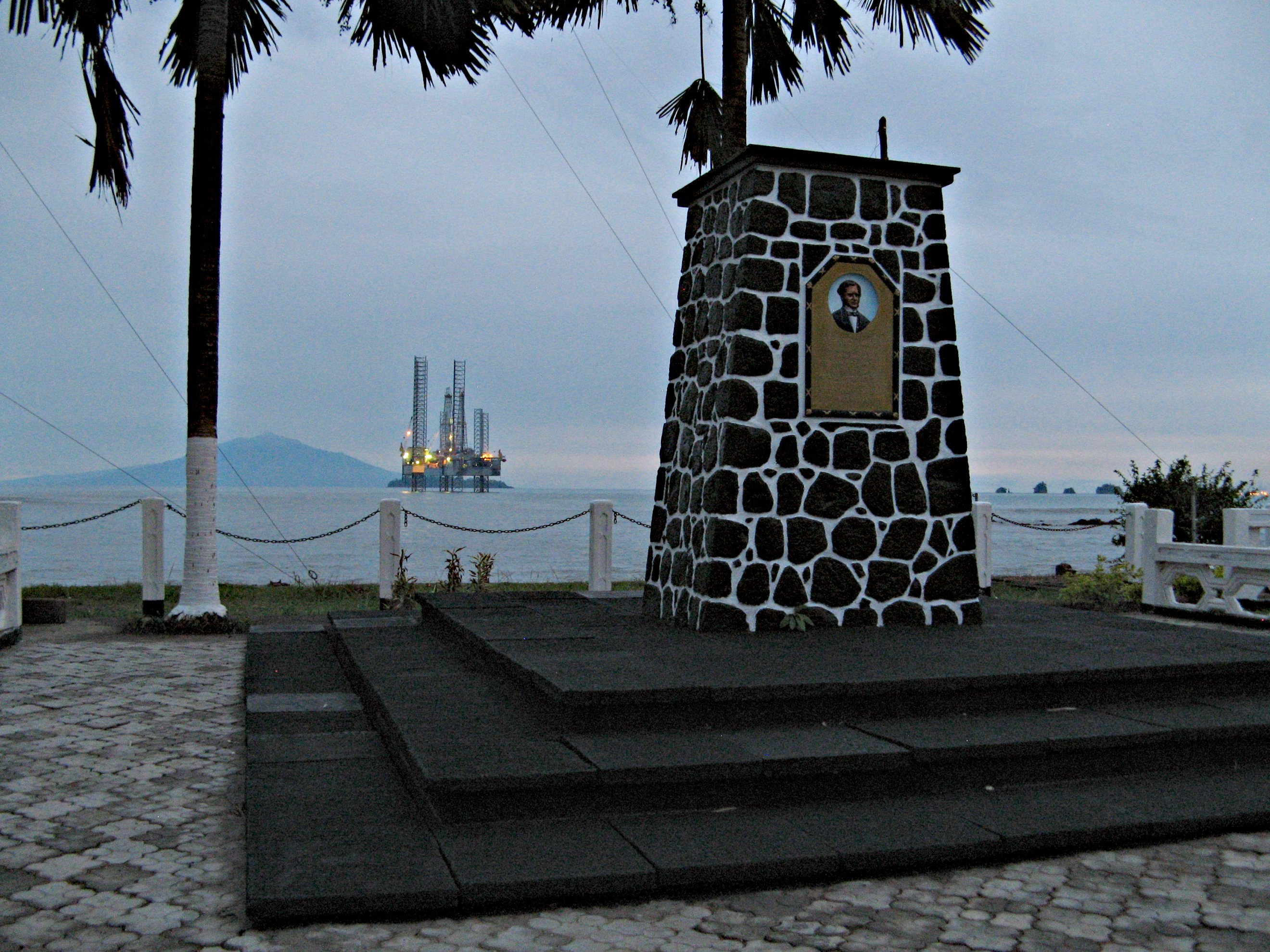
Monument à Limbé.
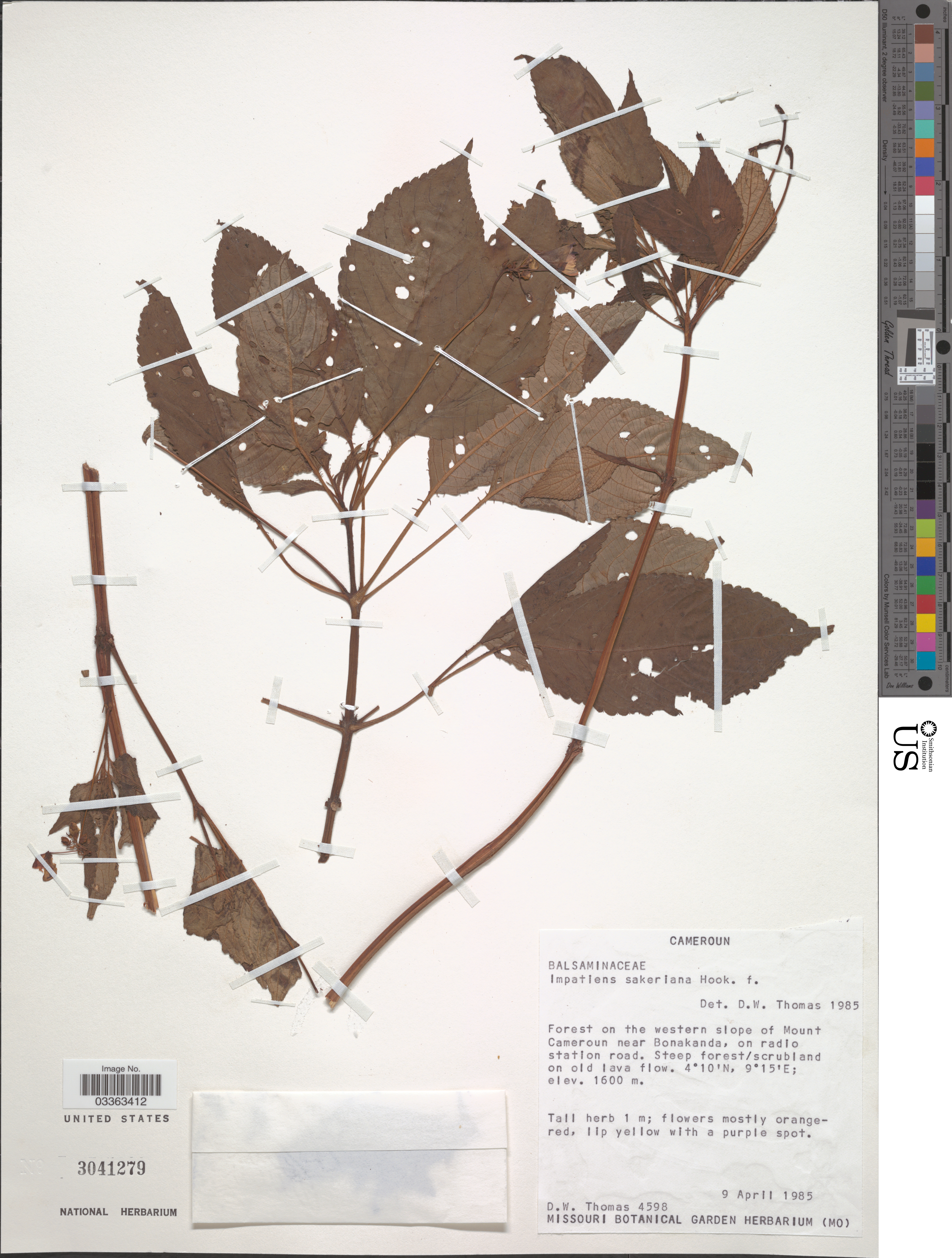
Impatiens sakeriana.